# Elaphoglossum crassifolium
Elaphoglossum crassifolium là một loài thực vật có mạch trong họ Lomariopsidaceae. Loài này được (Gaudich.) W.R. Anderson & Crosby mô tả khoa học đầu tiên năm 1967.